# João Miguel Coelho Borges
João Miguel Coelho Borges (Angra, 20 de setembro de 1778 — Angra do Heroísmo, 20 de agosto de 1846) foi um poeta e escritor.

## Biografia
Morgado de uma família da pequena aristocracia angrense, passou parte da sua mocidade em Lisboa, onde conviveu com Barbosa du Bocage e outros literatos dos círculos boémios da capital. Em Lisboa ganhou fama de excêntrico e de ter veia satírica.
Para além da sua obra publicada, que inclui sonetos e uma elegia a Barbosa du Bocage considerada como de grande valor poético, terá deixado vários inéditos cujo paradeiro se desconhece. É também autor de uma biografia de Luís Diogo Forjaz de Lacerda, um militar morto no cerco de Bayona.

## Obras publicadas
- 1806 — Elegia à morte de Manuel Maria Barbosa du Bocage. Lisboa, Imp. Régia.
- 1814 — Biographia de Luiz Pereira Forjaz, seguida da oração fúnebre de F. C. Vanzeller na morte do mesmo. Lisboa, Imp. Régia [com dois sonetos e um elogio em verso].
- 1824 — Elegia a Sua Majestade el-rei D. João VII, impresso na relação da maneira porque foi celebrado na cidade de Angra, o dia 13 de Maio de 1824 aniversário de Sua Majestade Fidelíssima o senhor D. João VI. Lisboa, Imp. Viúva Nunes e Filhos.